# Azochis curvilinealis
Azochis curvilinealis là một loài bướm đêm trong họ Crambidae.